# Dignidad Ahora
Dignidad Ahora (DA) fue una coalición electoral chilena creada formalmente el 11 de agosto de 2020 entre los partidos Humanista (PH) e Igualdad (PI), a los que se sumaron diversas organizaciones sociales y políticas.

## Historia

### Antecedentes
Anteriormente, tanto el Partido Humanista como Igualdad fueron partícipes del Frente Amplio, siendo ambos uno de los tantos miembros fundadores de la coalición. Así mismo, desertaron casi al mismo tiempo hacia finales de 2019, esto en rechazo del "Acuerdo por la Paz y la Nueva Constitución" al que algunos partidos de la coalición adhirieron. Por esas fechas, el Partido Pirata de Chile y el Movimiento Democrático Popular, también abandonaron el Frente Amplio alegando los mismos motivos.
Estos partidos y organizaciones prosiguieron con sus actividades de manera independiente, no obstante, hacia mediados del 2020, motivadas por el plebiscito para una Nueva Constitución y las consecuentes elecciones de constituyentes, decidieron reagruparse en una nueva coalición.

### Lanzamiento
Dignidad Ahora fue presentada oficialmente el 11 de agosto de 2020 mediante un acto en la Plaza Baquedano de Santiago de Chile. Además del PH y el PI, la agrupación estaba conformada al momento de su fundación por las agrupaciones Acción Popular de Valparaíso, Victoria Popular, Maule Piensa, Fuerza Cultural, Partido Pirata, Movimiento Democrático Popular y Poder Electoral Constituyente.
La primera participación electoral de la coalición fue en las elecciones municipales de 2021; el pacto fue inscrito el 6 de enero de dicho año. En dichas elecciones obtuvo 3 alcaldías y 55 concejales, siendo uno de los casos más emblemáticos el de Ítalo Bravo (PI), quien fue electo como alcalde de Pudahuel. El 16 de agosto de 2021 los partidos Humanista e Igualdad revalidaron la coalición Dignidad Ahora al inscribirla como pacto electoral para las elecciones parlamentarias de noviembre.
La coalición dejó de existir formalmente cuando el PH y PI fueron disueltos legalmente debido a no alcanzar los votos mínimos necesarios en las elecciones parlamentarias de 2021.

## Composición
Estuvo conformada por los siguientes partidos:
| Partido           | Presidente     |
| ----------------- | -------------- |
| Partido Humanista | Natalia Ibáñez |
| Partido Igualdad  | Matías Toledo  |

Además, estuvo compuesto por los siguientes movimientos y partidos no reconocidos legalmente ante el Servel:
- Movimiento Democrático Popular (MDP)
- Partido Pirata de Chile (PPCh)
- Frente Allendista (FA)
- Fuerza Cultural (FC)

## Resultados electorales

### Elecciones parlamentarias
|  | 5,10 % |

|  | 2,12 % |

### Elecciones municipales
|  | 3,38 % |

|  | 5,21 % |